# الکساندر سروتا
الکساندر سروتا (اوکراینی: Олександр Михайлович Сирота؛ زادهٔ ۱۱ ژوئن ۲۰۰۰) بازیکن فوتبال اهل اوکراین است.
از باشگاه‌هایی که در آن بازی کرده‌است می‌توان به باشگاه فوتبال دینامو کی‌یف اشاره کرد.
وی همچنین در تیم‌های ملی فوتبال Ukraine national under-17 football team، زیر ۲۱ سال اوکراین، و اوکراین بازی کرده‌است.